# Lebeche

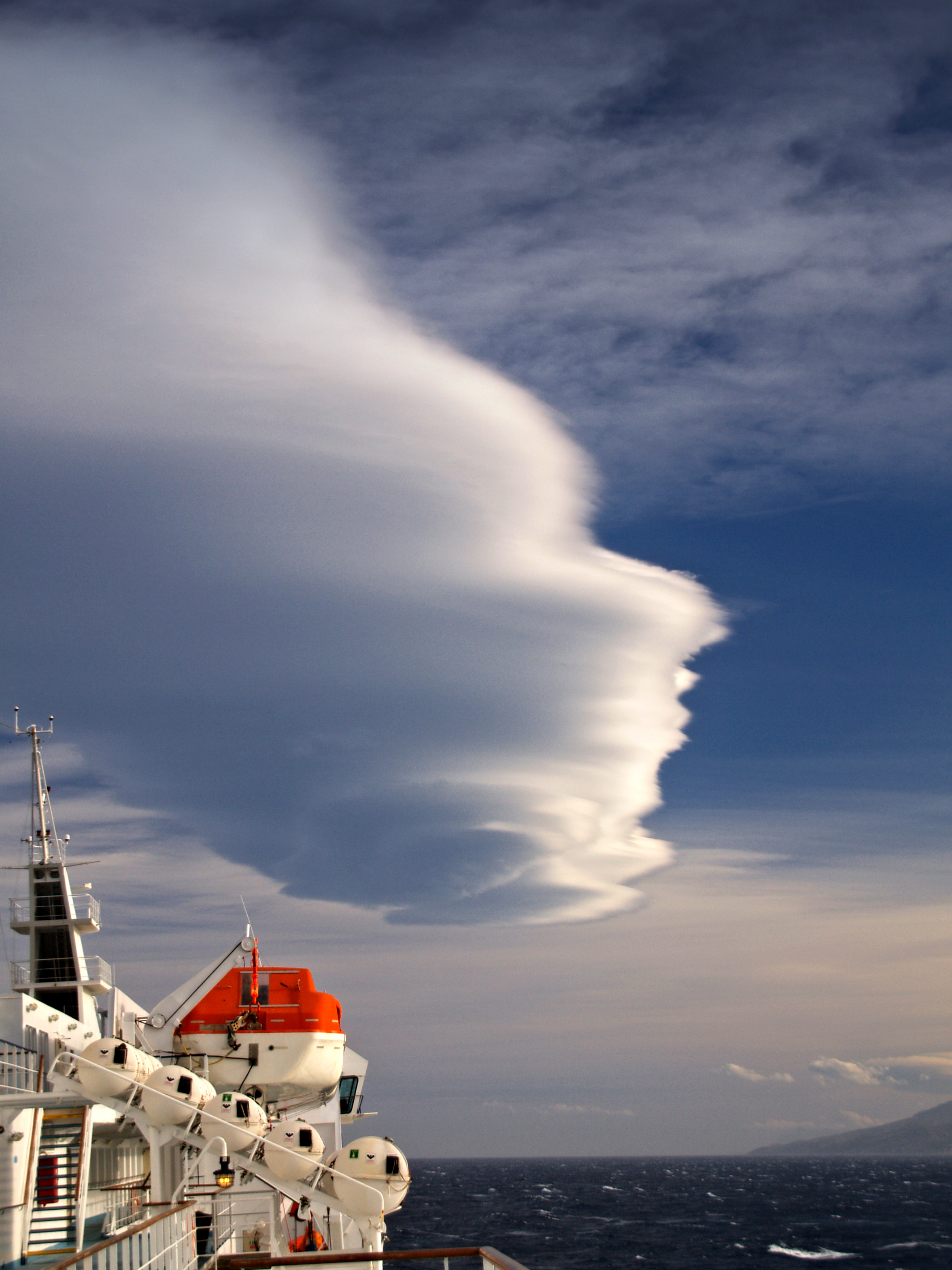
Bastia (Córcega) - Lenticular formado por el libeccio frente a la ciudad

El lebeche, ábrego o garbino es el nombre que en el levante español se da al viento que sopla del suroeste. Por su procedencia, frecuentemente acude con arena y fino polvo en suspensión, procedente del desierto del Sáhara.
El lebeche se produce por el desplazamiento de borrascas en el Mediterráneo sur de oeste a este; este desplazamiento provoca el movimiento de masas de aire tropical, cálidas, secas y polvorientas desde el Sahara hasta el sureste de España.
Este viento es anticipado por la aparición de calima (neblina cálida) en el horizonte hacia el sur. El color característico de dicha calima es provocado por la gran cantidad de polvo africano que acarrea.
La aparición de este viento anuncia la llegada de la depresión que lo provoca, depresión que a veces conlleva tormentas y lluvia.
Vientos de características similares al lebeche toman otros nombres en otras partes del litoral mediterráneo, como siroco (nombre de origen italiano, el más extendido, aunque este, al contrario que el lebeche, es de este a oeste), jamdino (en Marruecos), qibli, Marin (en Francia), jugo (en Croacia).
El origen de la palabra en castellano viene del árabe andalusí a través del mozárabe, según la RAE.